# Ricardo García Granados
Ricardo José García Granados y Ramírez (Durango, Durango, 18 de abril de 1851 - Ciudad de México, 8 de junio de 1930) fue un ingeniero, economista, político, diplomático e historiador mexicano.

## Semblanza biográfica
Sus padres fueron José Vicente García Granados y Zavala, y Josefa Ramírez y Palacios. Realizó sus estudios en la Ciudad de México en el Liceo Franco Mexicano. Viajó a Alemania para estudiar ingeniería civil en la Universidad Técnica de Aquisgrán, asimismo realizó un doctorado en Economía y Ciencias Políticas en la Universidad de Leipzig. En 1871 cofundó el sindicato de estudiantes Corps Marko-Guestphalia (-> Wikipedia Alemán) en Aquisgrán.
Regresó a México durante la primera administración de Porfirio Díaz. Contribuyó como articulista, junto con su hermano Alberto García Granados, en los periódicos de oposición El Demócrata y La República, por tal motivo se autoexilió a los Estados Unidos de 1893 a 1896. Realizó estudios en la American Academy of Political Science. Fue diputado de la XX Legislatura de México en el Congreso de la Unión. Fue delegado de México ante el Congreso Panamericano de Río de Janeiro.  Fue miembro de la Academia de Ciencias Sociales. 
En 1906, su obra La Constitución de 1857 y las Leyes de Reforma obtuvo el primer lugar en el concurso que se celebró por el centenario del natalicio de Benito Juárez. El concurso se desarrolló sobre tres temas: biografía de Juárez, estudio sociológico de la Reforma y composición poética a Juárez. Compartió el premio con Andrés Molina Enríquez (Juárez y la Reforma) y Porfirio Parra (La Reforma en México).  Fue vicecónsul de México en Hamburgo, y encargado de negocios en El Salvador y Cuba. Murió en la Ciudad de México el 8 de junio de 1930.

## Familia
Fue tío de Rafael García Granados y pariente de José Fernando Ramírez.[cita requerida]

## Obras publicadas

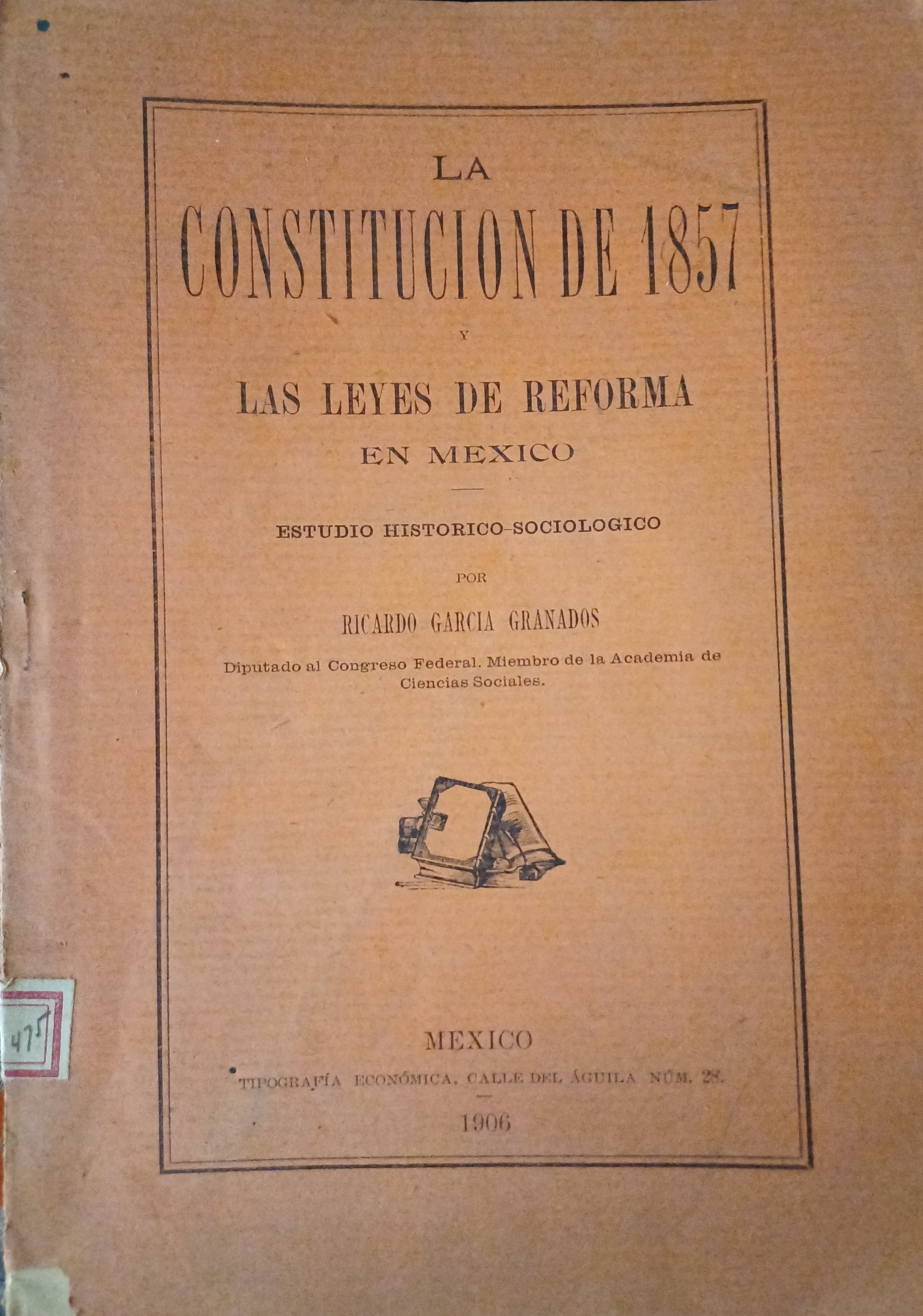
La Constitución de 1857 y las leyes de Reforma de México, publicación de 1906.

- El problema de la organización política
- La Constitución de 1857 y las Leyes de Reforma en México. Estudio histórico-sociológico (1906) (primer premio del segundo tema en el Concurso Literario del Centenario de Juárez)
- La cuestión monetaria en México
- El oro como base de la circulación monetaria en la República mexicana
- La cuestión de razas e inmigración en México
- Historia de México desde la restauración de la República en 1867 hasta la caída de Huerta
- El apogeo del régimen porfiriano
- Decadencia y caída del régimen porfiriano
- Por qué y cómo cayó Porfirio Díaz
- El concepto científico
- Introducción: Juárez, Lerdo y el primer período presidencial de Díaz